# Thomas Jobson Jackson
Thomas Jobson Jackson (* 12. Februar 1820; † 7. April 1894 in Bedford) war ein britischer Architekt und Maler.

## Leben
Thomas Jobson Jackson war der fünfte Sohn des Reverend Jeremiah Jackson und dessen Ehefrau Mary Ann, geb. Willan. Er hatte 15 Geschwister, von denen allerdings sieben schon früh starben.

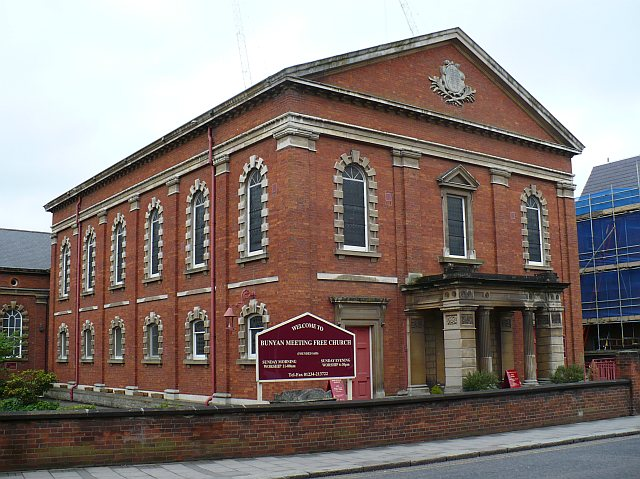
Die Bunyan Meeting Free Church von 1850

Thomas Jobson Jackson kam um 1846 von Wisbech nach Bedford. Er lebte dort zunächst mit seinem jüngeren Bruder William und arbeitete einige Jahre lang mit James Tacey Wing  zusammen, der sich aber bald aus dem Geschäft zurückzog. In die Zeit mit Wing fallen die Planungen für die Erweiterung des Gefängnisses (County Gaol) (1848) und die Bunyan Meeting Chapel in Bedford (1850). 1854 war er für die Planung des ersten städtischen Friedhofs in Bedford zuständig, und zwar einschließlich der Bepflanzung. Unterstützt wurde er dabei von John Usher. Er entwarf das Torhaus für diesen Friedhof und die beiden neogotischen Kapellen, die den geweihten vom nicht geweihten Boden der Anlage trennten. 
Thomas Jobson Jackson restaurierte Kirchen in Elstow und Thurleigh sowie St Mary’s in Bedford, wobei er darauf bedacht war, den Charakter der Gebäude im ursprünglichen Stil zu erhalten.

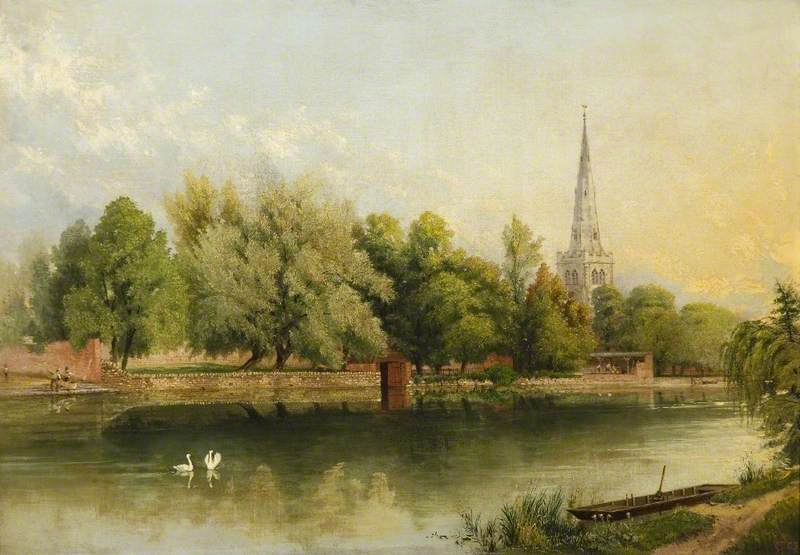
Early Morning on the Bedford Ouse, Gemälde von Thomas Jobson Jackson, 1889

Ein begabter Zeichner und Maler, geriet Jackson einmal in den Verdacht der Spionage, weil er die Festung in Cherbourg malte, konnte aber eine Verhaftung vermeiden. Jackson war außerdem ein passionierter Reiter, nicht nur während seiner Militärzeit als Captain in den 1860er Jahren. Unter anderem kaufte er einmal ein Pferd in Madrid und ritt von dort nach Rom. Er hatte etliche öffentliche Ämter inne, unter anderem war er einige Jahre lang Landvermesser (County Surveyor).
1867 heiratete er in Brighton Elizabeth Cox Wing, die Witwe des 1865 verstorbenen Samuel Wing und Schwiegertochter des Architekten John Wing, der die Stadtbrücke in Bedford geplant hatte. Sie brachte ihre Tochter Adeline in die Ehe mit. 
In seinen letzten Jahren war Jackson bei schlechter Gesundheit. Er starb in seinem Haus in der Cardington Road in Bedford und wurde am 13. April 1894 auf dem Friedhof begraben, den er gestaltet hatte. 1904 wurde seine Witwe im selben Grab bestattet, 1940 die Stieftochter Adeline Wing.